# Domnino de Vienne
Domnino de Vienne (en francés: Domnin, Domnus, Donnin, en latín: Domninus; m. 536) fue un obispo de Vienne en Francia, venerado como santo.

## Vida
Domnino nació en el Delfinado. Sucedió a Juliano como obispo en 533. Era conocido no solo por su conocimiento sino también por su santidad, y se distinguió particularmente por sus esfuerzos por liberar a los prisioneros. Fue sucedido después de su breve episcopado por San Pantagathus.

## Veneración
Se construyó una iglesia sobre su tumba. Su fiesta es el 3 de noviembre.